# Таскайын
Таскайын (каз. Тасқайың, до 1992 г. — Будённовка) — упразднённое село в Куршимском районе Восточно-Казахстанской области Казахстана. Входило в состав Абайского сельского округа. Код КАТО — 635233500. Упразднено в 2017 году.

## Население
В 1999 году население села составляло 346 человек (188 мужчин и 158 женщин). По данным переписи 2009 года в селе проживали 143 человека (80 мужчин и 63 женщины).